# Aneta Peraica
Aneta Peraica-Benko hrvatska je rukometašica koja trenutno igra za ŽRK Lokomotiva Zagreb.

## Uspjesi
- - prvenstvo Hrvatske 2014.
  - kup Hrvatske 2007, 2014.

## Žrk Zajećar
- - Liga Srbije 2011., 2012., 2013.
  - Kup Srbije 2011., 2012., 2013.

## Vanjske poveznice
- Aneta Peraica  Arhivirana inačica izvorne stranice od 10. veljače 2015. (Wayback Machine)